# Harald Brommer
Harald Brommer war in den Jahren 1991 bis 2002 Bürgermeister der Kreisstadt Itzehoe.
Brommer ist Mitglied der SPD. Bis zum Jahr 1990 war er Leiter des Hauptamtes der Stadt Lübeck. Im Jahr 1991 löste er den parteilosen Günter Hörnlein als Bürgermeister Itzehoes ab und amtierte bis 2002.
Er ist 1. Vorsitzender der Wenzel-Hablik-Stiftung in Itzehoe, welche sich um den Nachlass des Künstlers Wenzel Hablik kümmert. Zudem ist er Mitglied im Lions Club Distrikt 111 Nord und war auch dessen Vorsitzender. Bis Oktober 2008 saß er im Aufsichtsrat der LBS Bausparkasse Schleswig-Holstein-Hamburg AG.